# Річард Кінг (футболіст)
Річард Кінг (англ. Richard King; нар. 27 листопада 2001, Кларендон) — ямайський футболіст, захисник клубу «Кавальєр» та національної збірної Ямайки.

## Клубна кар'єра
Річард Кінг народився 2001 року в окрузі Кларендон, та є вихованцем футбольної школи клубу «Кавальєр». Професійну футбольну кар'єру розпочав 2021 року в основній команді того ж клубу, в якій грав до 2023 року, взявши участь у 51 матчі чемпіонату. Протягом 2023 року футболіст грав у оренді в ісландському клубі «Вестманнаейя». У 2023 році повернувся до «Кавальєра», де залишається гравцем основного складу команди.

## Виступи за збірну
У 2022 році Річард Кінг дебютував у складі національної збірної Ямайки. У складі збірної був учасником розіграшу Кубка Америки 2024 року у США. Станом на листопад 2024 року зіграв у складі збірної 21 матч, у яких забитими м'ячами не відзначився.